# Житня Інга
Житня Інга Вікторівна — художник-постановник. Член Національної спілки кінематографістів України.

## Біографія
Народилася 29 серпня 1981 року в місті Києві.
Художник графік, монументаліст, педагог. Працює в системі кінематографу з 2008 року художником-постановником, художником по костюмах.
У 2003 році закінчила Київську державну академію декоративно-прикладного мистецтва і дизайну імені Михайла Бойчука
Має два дипломи цього інституту: 
- Монументальний живопис. Сакральне мистецтво(1995-2003 р.р.)
- Ексклюзивний костюм.(2000-2003 р.р.) Спеціалізація – мистецтвознавство(2003 р.)

Перше робоче місце – Київська дитяча школа мистецтв ім. М.І.Вериківського. (2003- 2017 р.р.) Викладала живопис, батик, історію мистецтв. У зв’язку з  роботою в українському  кінематографі, пов’язаною з відрядженнями, довелося залишити роботу в школі. 
Працювала як художник постановник та художник по костюмах в театрі імені Лесі Українки, театральній студії «Дельфи», театрі «Сузір’я». 
Брала участь у художньому оформлені фестивалю «Київ травневий»(Створила декорацію до спектаклю Марселя Марсо.).
В системі кінематографії працює з 2008 року.
Крім роботи в кінематографі, займається  батиком, написанням ікон, графікою, книжною графікою. 
Проілюструвала книги: «Мій степовий край сміється», «Поезія моєї юності», «Химені кури», « Леонід Тендюк – Серце сповнене сонцем», «Красота любові», «Місто моїх фантазій», «Чорнобиль – очима жінок».
Сімейний стан -  розлучена.
Має двох дітей.

## Творча діяльність
Фільми, в яких працювала Інга Житня як художник-постановник, художник-декоратор, художник по костюмах:
- «Серце світу» - Художник-декоратор
- «Запороги»[2] - Художник-декоратор
- «Ситуація 202»[3] - Художник по костюмах
- «Сафо. Кохання без меж» - Художник по костюмах
- «День переможених» - художник-декоратор
- «Мотлох»[4] - Художник-постановник
- «Долі закритого міста» - Художник-постановник
- Метелик (фільм, 2012) - Художник-постановник
- «Телесеріал «Сусіди»»[5] - Художник-постановник (закінчувала проєкт)
- «Жіночий лікар (телесеріал)[6] - Художник-постановник
- «Піти, щоб залишитись»[7] - Художник-постановник
- «Телесеріал «Сни»»[8] - Художник-постановник
- «Розщеплені на атоми»[9] - Художник-постановник
- «Мама для снігуроньки»[10] - Художник-постановник
- «Тарас. Повернення» - Художник по костюмах
- «Девочки мои»[11] - Художник-постановник
- «Антон»[12] - Художник-постановник
- «Мати апостолів»[13] - Художник-постановник
- «Історичний фільм «КИЇВСЬКА РУСЬ»» - Художник-постановник

У своїй творчій діяльності Інга Житня долучалася і до інших проєктів:
- Короткі реклами на телеканалах, особливо часто їй доводилося працювати на каналі «1+1».
- Фільми, які по тим чи іншим причинам  не побачили світ, та робота над ними була цікавою, і є надія, що можливо їх ще побачить публіка. Це такі, як фільм «Серце світу», який повинен був відтворити майже три епохи на території України; історичний фільм «Калмишевський» та інші фільми.
- Проєкти  художніх конструкцій, на замовлення «Прем'єр-палацу» та інших організацій.
- Дизайнерська робота над серією косметики «Т-формула».
- Розробки  емблем та знаків для фірм, підприємств.
- Кольорові вітражі для нової будівлі художньої школи ім.М.І. Вериківського.

## Участь у художніх виставках
- Виставка дитячого малюнку. Делі (Індія)  Срібна медаль.
- Виставка графіки «Казковий світ».Персональна. Галерея «Ніл». Директор Г.С. Купчишин.
- Благодійна виставка «Молодь проти СНІДу. Київ в графіті». Галерея «Дім Миколи».
- Різдвяна виставка «Зимові етюди». Галерея «Ніл».Директор Г.С.Купчишин.
- Виставка «Любимо театр». Студія театру «Дельфи».Директор С.Еренбург.
- Серія виставок живопису: «Осінній вернісаж», «Різдво», «Весна в душі», «Пасха» в Галереї «Ніл». Директор Г.С.Купчишин.
- Живопис. «Осінні містерії». Персональна. Студія театру «Дельфи». Директор С.Еренбург.
- «Батик». Персональна. Інститут кораблебудування. 1999 рік.
- Благодійна художня виставка. Жовтневий палац. 2015рік. Організатор Ярослав Терновський.
- «Ікони». Благодійна художня виставка. Український дім. 2016 рік. Організатор Ярослав Терновський.

## Благодійна діяльність
З 2008 року займається благодійною роботою. Є членом Міжнародної волонтерської організації «Крила», відповідальна за культурно-мистецькі заходи, які проводить організація: виставки, зустрічі, конкурси, концерти.